# 平越府
平越府（へいえつふ）は、中国にかつて存在した府。明代から清代にかけて、現在の貴州省黔南プイ族ミャオ族自治州北部と遵義市南東部に設置された。

## 概要
1283年（至元20年）、元により平越軍民長官司が置かれた。
1382年（洪武15年）、明により平越軍民長官司の地に平越衛が置かれた。1384年（洪武17年）、平越衛に平越軍民指揮使司が置かれた。1601年（万暦29年）、平越軍民指揮使司は平越軍民府と改められた。平越軍民府は貴州省に属し、清平衛・興隆衛・黄平州と甕安・湄潭・余慶の3県と凱里長官司・楊義長官司の2長官司、合わせて2衛1州3県2長官司を管轄した。
1687年（康熙26年）、清により平越軍民府は平越府と改められた。1798年（嘉慶3年）、平越府は平越直隷州に降格した。平越直隷州は貴州省に属し、甕安・湄潭・余慶の3県を管轄した。
1913年、中華民国により平越直隷州は廃止され、平越県と改められた。